# Eois ephyrata
Eois ephyrata là một loài bướm đêm trong họ Geometridae.